# Étienne-Jean-Baptiste-Louis des Gallois de La Tour
Étienne Jean-Baptiste Louis des Gallois de La Tour, né le 2 juin 1750 à Aix-en-Provence et mort le 20 mars 1820 à Bourges, est évêque de Moulins avant d'émigrer, puis archevêque de Bourges sous la Restauration. 

## Biographie
Il est le fils aîné de Charles Jean-Baptiste des Gallois de La Tour (1717-1802), intendant de la généralité de Provence et premier président au parlement d'Aix-en-Provence, et de Marie-Madeleine d'Aligre; il est aussi le neveu d'Etienne François d'Aligre.  
Il est conseiller au parlement d'Aix, puis abbé commendataire de l'abbaye royale Notre-Dame de Blanche-Couronne en 1774, prieur et comte de Perrecy. 
L'abbé de Latour est ordonné prêtre le 19 avril 1783. Il devient vicaire général du diocèse d'Autun au district de Moulins et doyen de la collégiale Notre-Dame de Moulins en octobre 1785. Il est nommé évêque du nouveau diocèse de Moulins en octobre 1788.
Pendant la Révolution, il est sollicité par le directoire de l'Allier, mais il refuse de demander l'institution canonique et émigre en 1790 en Angleterre puis en Italie. Pendant son exil, il est aumônier de Madame Adélaïde et de Madame Victoire de France jusqu'à leur décès à Trieste en 1799 et 1800. 
À son retour en France, il est nommé archevêque de Bourges le 8 août 1817, préconisé le 1er octobre suivant et consacré archevêque le 26 septembre 1819 à Paris.